# Elaphoglossum glabromarginatum
Elaphoglossum glabromarginatum är en träjonväxtart som beskrevs av A. Rojas. Elaphoglossum glabromarginatum ingår i släktet Elaphoglossum och familjen Dryopteridaceae. Inga underarter finns listade.